# Joseph Christian Leyendecker
Joseph Christian Leyendecker (Montabaur, 23 de março de 1874 – New Rochelle, 25 de julho de 1951) foi um ilustrador e pintor nascido no Império Alemão e de nacionalidade norte-americana.
Leyendecker foi um dos artistas comerciais freelancers mais proeminentes e financeiramente bem-sucedidos dos Estados Unidos do início do século XX. Tornou-se conhecido por suas ilustrações de propagandas, pôsteres e livros, a criação do personagem The Arrow Collar Man, e suas numerosas capas para a Saturday Evening Post.
Entre 1895 e 1951, ele esteve ativo produzindo desenhos e pinturas para centenas de pôsteres, livros, anúncios, capas de revistas e histórias. Ele é mais conhecido por suas 80 capas para a Collier's Weekly, 322 capas para a The Saturday Evening Post, e ilustrações publicitárias para a roupa masculina B. Kuppenheimer e as camisas e colarinhos destacáveis da marca Arrow. Foi um dos poucos artistas gays conhecidos que trabalharam nos Estados Unidos no início do século XX.
Entre 1896 e 1950, Leyendecker pintou mais de 400 capas de revistas. Durante "The Golden Age of American Illustration", apenas para Saturday Evening Post, Leyendecker produziu mais de 322 capas, assim como muitas ilustrações de propaganda para suas páginas. Nenhum outro artista, até o surgimento de Norman Rockwell duas décadas depois, era tão solidamente identificado com uma publicação. Leyendecker "virtualmente inventou a ideia do design de revistas modernas."

## Biografia
Leyendecker (também conhecido como 'J. C.' ou 'Joe') nasceu em 23 de março de 1874, em Montabaur, no Império Alemão. Era filho de Peter Leyendecker (1838–1916) e Elizabeth Ortseifen Leyendecker (1845–1905). Seu irmão e colega ilustrador, Francis (também chamado de "Frank"), nasceu dois anos depois. Em 1882, toda a família Leyendecker imigrou para Chicago, Illinois, onde o irmão de Elizabeth, Adam Ortseifen, era vice-presidente da McAvoy Brewing Company. Uma irmã, Augusta Mary, nasceu após a família ter imigrado para os Estados Unidos.
Quando adolescente, por volta de 1890, J. C. Leyendecker foi aprendiz na empresa de impressão e gravação de Chicago, J. Manz & Company, eventualmente chegando ao cargo de artista da equipe. Ao mesmo tempo, ele fazia aulas noturnas na School of the Art Institute of Chicago.
Após estudar desenho e anatomia com John Vanderpoel no Art Institute, J. C. e Frank se matricularam na Academia Julian, em Paris, de outubro de 1895 a junho de 1897. Ao retornarem a Chicago, os irmãos Leyendecker alugaram um apartamento em Hyde Park e também compartilharam um estúdio no Fine Arts Building, localizado na 410 South Michigan Ave.

## Vida pessoal
Não existem declarações (nas próprias palavras de Leyendecker) sobre seus desejos, comportamento ou identidade sexual. No entanto, historiadores avaliam elementos de sua vida pessoal como correspondentes ao padrão identificado para muitos homens gays que viveram em sua época.
Leyendecker nunca se casou e viveu com outro homem, o modelo Charles A. Beach, durante a maior parte de sua vida adulta (1903–1951). Beach foi gerente de estúdio de Leyendecker e modelo frequente de sua arte, e muitos biógrafos descrevem Beach como parceiro romântico, sexual ou de vida de Leyendecker. Eles também descrevem Leyendecker como "gay" ou "homossexual".
Alguns historiadores atribuem o homoerotismo em algumas obras de Leyendecker à sua sexualidade, enquanto outros apontam para a natureza colaborativa da criação de arte comercial, sugerindo que o conteúdo do trabalho de Leyendecker era mais expressivo do período em que foi criado do que da sexualidade do artista.

## Morte

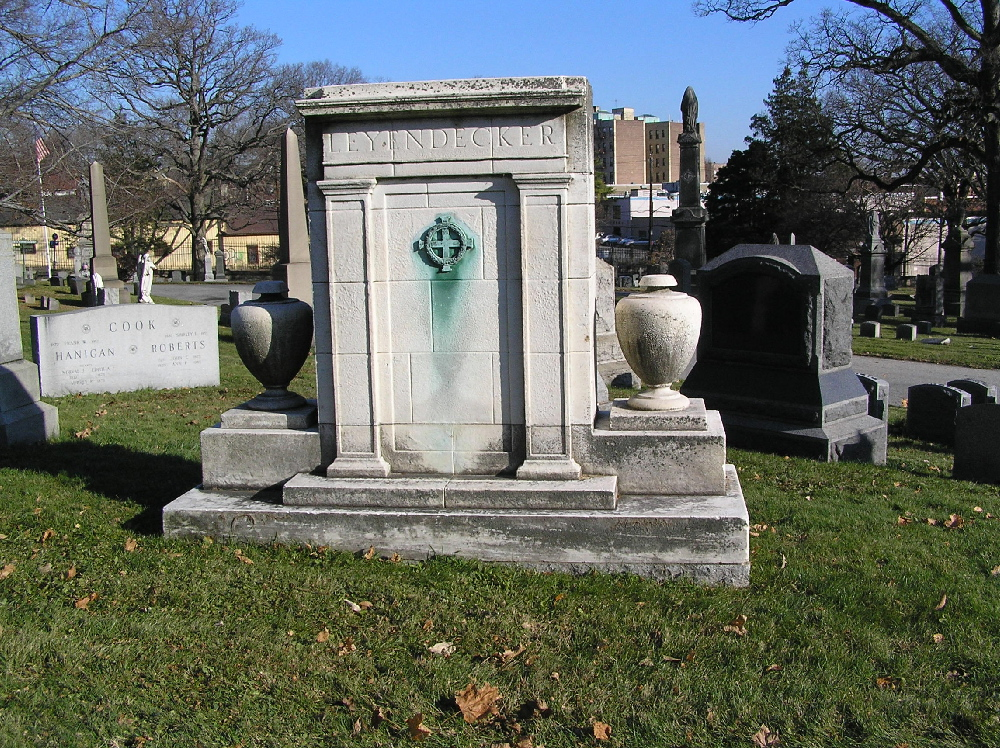
Sepultura no Cemitério de Woodlawn

Leyendecker faleceu em 25 de julho de 1951, aos 77 anos, devido a uma obstrução coronária aguda em sua casa, em New Rochelle. Ele foi enterrado ao lado de seus pais e de seu irmão Frank no Cemitério de Woodlawn, no Bronx, em Nova York.
No testamento de Leyendecker, ele instruiu que sua propriedade—casa, móveis, pinturas, etc.—fosse dividida igualmente entre sua irmã Augusta Mary e Charles Beach. Embora Leyendecker tenha pedido que Beach queimasse seus desenhos após sua morte, Beach, em vez disso, vendeu muitos dos desenhos e pinturas em uma venda no quintal.
Outras obras de Leyendecker foram vendidas pela Sociedade de Ilustradores de Nova York ou doadas para a Biblioteca Pública de Nova Iorque e o Museu Metropolitano de Arte. Sua irmã, Augusta Mary Leyendecker, guardou muitas das pinturas de J. C. Leyendecker para os cereais Kellogg's e, após sua morte, doou essas pinturas junto com outros objetos da família para o Museu Haggin.